# Grand Prix Francie 1957
Grand Prix Francie 1957 (oficiálně XLIII Grand Prix de l'ACF) se jela na okruhu Rouen-Les-Essarts v Grand-Couronne ve Francii dne 7. července 1957. Závod byl čtvrtým v pořadí v sezóně 1957 šampionátu Formule 1.

## Závod
| Poř.   | No. | Jezdec                     | Konstruktér   | Počet kol | Čas/Odstoupení | Pořadí na startu | Body |
| ------ | --- | -------------------------- | ------------- | --------- | -------------- | ---------------- | ---- |
| 1      | 2   | Juan Manuel Fangio         | Maserati      | 77        | 3:07:46.4      | 1                | 8    |
| 2      | 10  | Luigi Musso                | Ferrari       | 77        | +50.8          | 3                | 7    |
| 3      | 12  | Peter Collins              | Ferrari       | 77        | +2:06.0        | 5                | 4    |
| 4      | 14  | Mike Hawthorn              | Ferrari       | 76        | +1 kolo        | 7                | 3    |
| 5      | 6   | Harry Schell               | Maserati      | 70        | +7 kol         | 4                | 2    |
| 6      | 4   | Jean Behra                 | Maserati      | 69        | +8 kol         | 2                |      |
| 7      | 24  | Mike MacDowel Jack Brabham | Cooper-Climax | 68        | +9 kol         | 15               |      |
| Ret    | 8   | Carlos Menditeguy          | Maserati      | 30        | Motor          | 9                |      |
| Ret    | 18  | Stuart Lewis-Evans         | Vanwall       | 30        | Řízení         | 10               |      |
| Ret    | 20  | Roy Salvadori              | Vanwall       | 25        | Motor          | 6                |      |
| Ret    | 28  | Herbert MacKay-Fraser      | BRM           | 24        | Převodovka     | 12               |      |
| Ret    | 16  | Maurice Trintignant        | Ferrari       | 23        | Elektronika    | 8                |      |
| Ret    | 22  | Jack Brabham               | Cooper-Climax | 4         | Nehoda         | 13               |      |
| Ret    | 30  | Horace Gould               | Maserati      | 4         | Hřídel         | 14               |      |
| Ret    | 26  | Ron Flockhart              | BRM           | 2         | Nehoda         | 11               |      |
| Zdroj: |     |                            |               |           |                |                  |      |

Poznámky
1. ↑  Luigi Musso získal jeden bod za zajetí nejrychlejšího kola.

## Průběžné pořadí po závodě
Pohár jezdců
|        | Pořadí | Jezdec             | Body |
| ------ | ------ | ------------------ | ---- |
|        | 1      | Juan Manuel Fangio | 25   |
|        | 2      | Sam Hanks          | 8    |
| 34     | 3      | Luigi Musso        | 7    |
| 1      | 4      | Jim Rathmann       | 7    |
| 1      | 5      | Jean Behra         | 6    |
| Zdroj: |        |                    |      |